# Капитановка (Одесская область)
Капитановка (укр. Капітанівка) — село, относится к Лиманскому району Одесской области Украины.
Население по переписи 2001 года составляло 102 человека. Почтовый индекс — 67511. Телефонный код — 4855. Занимает площадь 0,38 км². Код КОАТУУ — 5122784003.

## Местный совет
67511, Одесская обл., Лиманский р-н, с. Новониколаевка, ул. 8 Марта, 29а